# Майяр-Меэньери, Лоранс
Лоранс Майяр-Меэньери (фр. Laurence Maillart-Méhaignerie) — французский политик, депутат Национального собрания Франции.

## Биография
Родилась 5 апреля 1967 г. в Париже. Имеет два диплома магистра: в области экономики и управления бизнесом и в области политологии. С 1992 по 2000 годы работала в аппарате Регионального совета Бретани, занималась вопросами европейского сотрудничества, затем работала в финансовой группе «Касса депозитов и консигнаций» (фр. Caisse des dépôts et consignations).
Политическая карьера Лоранс Майяр-Меэньери началась в 2014 году, когда она вступила в партию «Альянс центристов», ставшей одной из составляющих Союза демократов и независимых. В том же году баллотировалась в Европейский парламент, получив второй номер в списке центристов в регионе Запад, но список получил только одно место, доставшееся лидеру «Альянса центристов» Жана Артюи. Стала его помощником, и занимала этот пост до начала мая 2017 года. В 2015 году была шестой в списке правых в департаменте Иль и Вилен на выборах
в Региональный совет Бретани, но вновь не была избрана, так как прошли только первые пять кандидатов.
В 2016 году была выдвинута единым кандидатом правых на выборах в Национальное собрание в 2017 году по 2-му избирательному округу департамента Иль и Вилен, но это решение не было подтверждено в марте 2017 года, когда партии Республиканцы и Союз демократов и независимых подписали соглашение об совместном выдвижении кандидатов на будущих выборах в Национальное собрание.
Возможной причиной этого было участие Лоранс Майяр-Меэньери с января 2017 года в деятельности движения «Вперёд!» и поддержка Эмманюэля Макрона. В мае 2017 года, после скандального снятия с выборов бывшего пресс-секретаря Франсуа Олланда Гаспара Гантцера, партия «Вперед, Республика!» объявила о поддержке Лоранс Майяр-Меэньери как кандидата от партии Демократическое движение, своего младшего партнера, после чего она одержала убедительную победу на выборах, получив во 2-м туре почти 75 % голосов избирателей. В Национальном собрании является вице-председателем Комиссии по устойчивому развитию и территориальному планированию.
В 2018 году она проголосовала против поправки, запрещающей использование глифосата во Франции, которую она представила на заседании в качестве докладчика от Комиссии по устойчивому развитию после того, как безуспешно потребовала отмены этой поправки во время дебатов в Комиссии, заявив в Твиттере, что «нет необходимости принимать закон, запрещающий это».  В сентябре 2020 года, когда пост председателя Комиссии по устойчивому развитию и землепользованию освободился после ухода в правительство Барбары Помпили, претендовала на этот пост, но уступила во втором туре голосования.
На выборах в Национальное собрание в 2022 году Лоранс Майяр-Меэньери вновь баллотировалась во втором округе департамента Иль и Вилен от президентского большинства и сохранила мандат депутата, получив во втором туре 51,8 % голосов. В новом составе Национального собрания вошла в состав Комиссии по экономическим и социальным вопросам.
На Парламентских выборах 2024 года, назначенных после роспуска президентом Эмманюэлем Макроном Национального собрания 9 июня 2024 года, Лоранс Майяр-Меэньери вновь баллотировалась, но проиграла во втором туре кандидату блока Новый народный фронт Тристану Лае.

## Прочее
Лоранс Майяр-Меэньери входит в состав попечителей «Дома Европы в Ренне и Верхней Бретани» (фр. Maison de l'Europe de Rennes et de Haute Bretagne), организации, содействующей европейской интеграции. 
С февраля 2016 года она также участвует в деятельности Ассоциации Engaged.bzh, целью которой является содействие участию женщин в общественной жизни.
В сентябре 2020 года интернет-ресурс Contexte сообщал, что ее бывшие парламентские помощники «единодушны или почти единодушны» в описании ее как «требовательной до крайности, иногда жестокой в своих методах и универсальной в выборе предпочитаемых тем», в сочетании с «репутацией человека, эксплуатирующего своих сотрудников больше, чем другие».  В период с 2017 по 2022 годы у нее было 29 помощников, что является рекордным показателем среди депутатов Национального собрания. .
Замужем за племянником мэра Витре, бывшего министра и депутата Национального собрания Пьера Меэньери.

## Занимаемые выборные должности
21.06.2017 — 09.06.2024 — депутат Национального собрания Франции от 2-го избирательного округа департамента Иль и Вилен